# Andries van Foreest
Andries van Foreest (1466-1516) was schepen en raad in de vroedschap van Haarlem.  
Andries van Foreest werd geboren als zoon van Jan van Foreest en joncfrou Andries Bruerszoensdochter. Hij huwde met Wilhelmina Adriaansdochter van Adrichem. Hun huwelijk bleef kinderloos. 
Net als zijn vader, was Van Foreest betrokken bij de planning van het onderhoud van de Hondsbosche zeewering en het toezicht daarop.